# اضطراب عاطفي
الاضطراب العاطفي هو مصطلح يستخدم في مجال الصحة النفسية والذي يشير إلى الاستجابة التي تنشأ بشكل غير مناسب ولا تقع ضمن الاستجابات العاطفية المقبولة في المواقف المماثلة. ويمكن الإشارة للاضطراب العاطفي بالمزاج المتغير أو المزاج المتأرجح.
و يعتبر من المظاهر الممكن أن يشملها الاضطراب العاطفي ثورات الغضب أو الثورات السلوكية كإلقاء الأشياء أو تحطيمها ،أو حالات العنف التي قد يستهدف بها الشخص نفسه أو الآخرين وكذلك التهديدات بقتل الشخص لنفسه. وهذه العوارض العاطفية والانفعالية قد تطرأ في ثوانٍ أو قد تأخذ بعض الوقت (دقائق أو ساعات) لتحدث. وهذا الاضطراب العاطفي قد تنشأ عنه مشاكل سلوكية وقد تؤثر سلباً على التفاعل الاجتماعي للشخص وكذلك على علاقاته بأفراد أسرته.
يترافق الاضطراب العاطفي مع حدوث صدمة نفسية مبكرة أو إصابة دماغية أو وجود سجل من إساءة المعاملة في مرحلة الطفولة أو الإهمال، كما يترافق مع حالة اضطراب التعلق التفاعلي. يمكن أن يكون الاضطراب العاطفي موجوداً أيضاً عند الناس المصابين باضطرابات نفسية أخرى مثل اضطراب نقص الانتباه مع فرط النشاط والاضطراب ذي الاتجاهين (الاضطراب ثنائي القطب) أو اضطراب الشخصية الحدي أو اضطراب الكرب التالي للصدمة النفسية المعقّد.

## الاضطرابات النفسية لدى الأطفال
هناك ارتباط بين خلل التتنظيم العاطفي لدى الطفل والاضطرابات النفسية التي ممكن أن يصاب بها لاحقاً.  على سبيل المثال، ترتبط أعراض اضطراب قصور الانتباه وفرط الحركة بمشاكل في التنظيم العاطفي، التحفيز، والإثارة. توصلت إحدى الدراسات إلى وجود علاقة بين خلل التنظيم العاطفي في عمر الـ 5 و10 أشهر، ومشاكل الغضب والضيق التي أبلغ عنها الوالدين في عمر الـ 18 شهراً. إن تدني مستوى سلوكيات التنظيم العاطفي في عمر الـ 5 أشهر كانت مرتبطة أيضاً بسلوكيات غير متوافقة في عمر الـ  30 شهراً.  على الرغم من أنه تم العثور على روابط بين خلل التنظيم العاطفي والاضطرابات النفسية لدى الأطفال، فإن الآليات الكامنة وراء كيفية ارتباط خلل التنظيم العاطفي سابقاً والاضطرابات النفسية لاحقاً، ليست واضحة بعد.

## الأعراض
يرتبط كل من التدخين، إيذاء الذات، اضطرابات الأكل، والإدمان بخلل التتنظيم العاطفي. قد تكون الاضطرابات الجسدية ناتجة عن انخفاض القدرة على تنظيم، وتجربة المشاعر، أو عدم القدرة على التعبير عن المشاعر بطريقة إيجابية. إن الأفراد الذين يجدون صعوبة في تنظيم العواطف، معرضون لخطر الإصابة باضطرابات الأكل وتعاطي المواد المخدرة، حيث أنهم يستخدمون الطعام أو المواد المخدرة كوسيلة لتنظيم عواطفهم.   كما يتضح وجود خلل التنظيم العاطفي لدى الأشخاص المعرضين لخطر أكبر بالإصابة بـ اضطراب نفسي، لا سيما الاضطرابات العاطفية مثل الاكتئاب أو اضطراب ثنائي القطب. 

## عوامل الحماية
إن التجارب المبكرة مع مقدمي الرعاية يمكن أن تؤدي إلى اختلافات في التنظيم العاطفي. إن استجابة مقدم الرعاية لإشارات الرضيع، ممكن أن تساعد على تنظيم أنظمته العاطفية. إن أساليب تفاعل مقدمي الرعاية التي تطغى على الطفل أو التي لا يمكن التنبؤ بها، قد تقوض تطور التنظيم العاطفي لديه. تتضمن الإستراتيجيات الفعالة العمل مع طفل لدعم تطوير ضبط النفس، مثل نمذجة السلوك المرغوب بدلاً من المطالبة به.
إن ثراء البيئة التي يتعرض لها الطفل يساعد على تطوير التنظيم العاطفي لديه. يجب أن توفر البيئة مستويات مناسبة من الحرية والتقييد. ومن الضروري أن تتيح البيئة الفرص للطفل لممارسة التنظيم الذاتي. تساعد البيئة التي تتوفر فيها فرص لممارسة المهارات الاجتماعية، دون تحفيز مفرط أو إحباط مفرط، على تطوير مهارات التنظيم الذاتي لدى الطفل. 

## اقرأ أيضاً
- اضطراب عقلي
- اضطراب نفسي